# Nemoleon secundus
Nemoleon secundus är en insektsart som först beskrevs av Hölzel 2002.  Nemoleon secundus ingår i släktet Nemoleon och familjen myrlejonsländor. Inga underarter finns listade i Catalogue of Life.